# Жендуба (област)
Жендуба (на арабски: ولاية جندوبة‎) е една от 24-те области (вилаети) на Тунис. Разположена е в северната част на страната, граничи с Алжир и има излаз на Средиземно море. Площта на област Жендуба е 3102 км², а населението е около 417 000 души (2004). Столица на областта е град Жендуба.